# 姚奕生
姚奕生（1965年7月—），男，汉族，广东汕头人，中华人民共和国政治人物，中国共产党党员，第十三届全国人民代表大会广东地区代表。

## 生平
生于广东省汕头市潮阳区城南街道。2006年9月，担任广州市海珠区委副书记、区人民政府代区长。2006年11月，担任广州市海珠区人民政府区长。2011年7月，担任广州市海珠区委书记、区人大常委会主任。2016年10月，不再兼任广州市海珠区人大常委会主任。2017年1月，升任广州市人大常委会副主任、党组副书记。任职后不到一个月，转任广东省环境保护厅党组书记、副厅长。
2017年9月19日，担任中共珠海市委副书记，珠海市人民政府代市长、党组书记。同年9月30日，当选为珠海市人民政府市长。2018年2月24日，当选为第十三届全国人大代表。
2021年5月12日，卸任珠海市人民政府市长，同月转任广东省直属机关工作委员会常务副书记。